# なんばウォーク

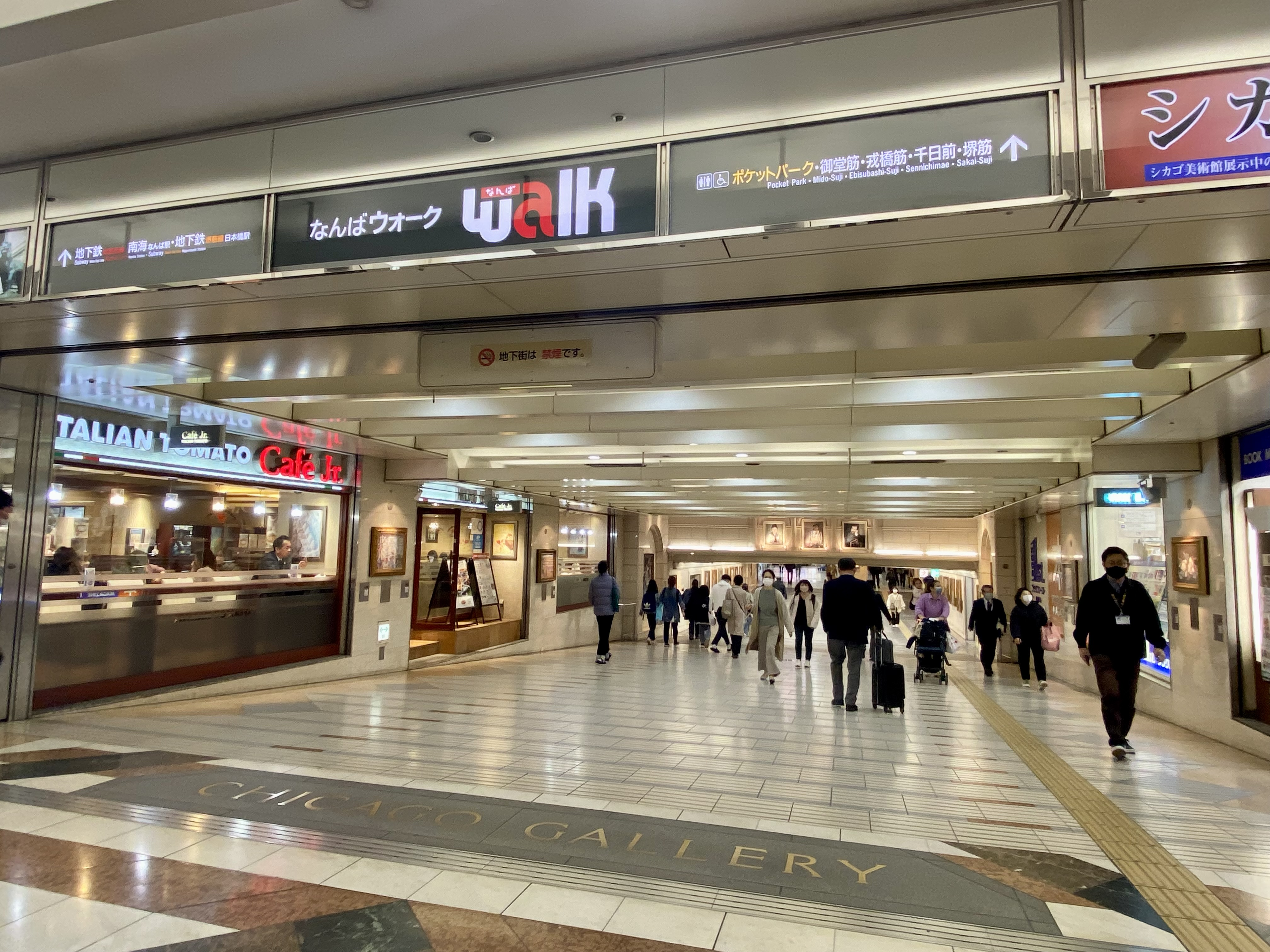
なんばウォーク 2022年 4月

なんばウォークは、大阪府大阪市中央区の千日前通地下に設けられた地下街である。東は堺筋から西は四つ橋筋までの間に広がる。
Osaka Metro難波駅、近畿日本鉄道・阪神電気鉄道の大阪難波駅および近鉄日本橋駅（Osaka Metro日本橋駅も含む）とも一体であり、距離のある各駅を地下で連絡している。また、南海電気鉄道難波駅やJR難波駅にも隣接する。

## 概要

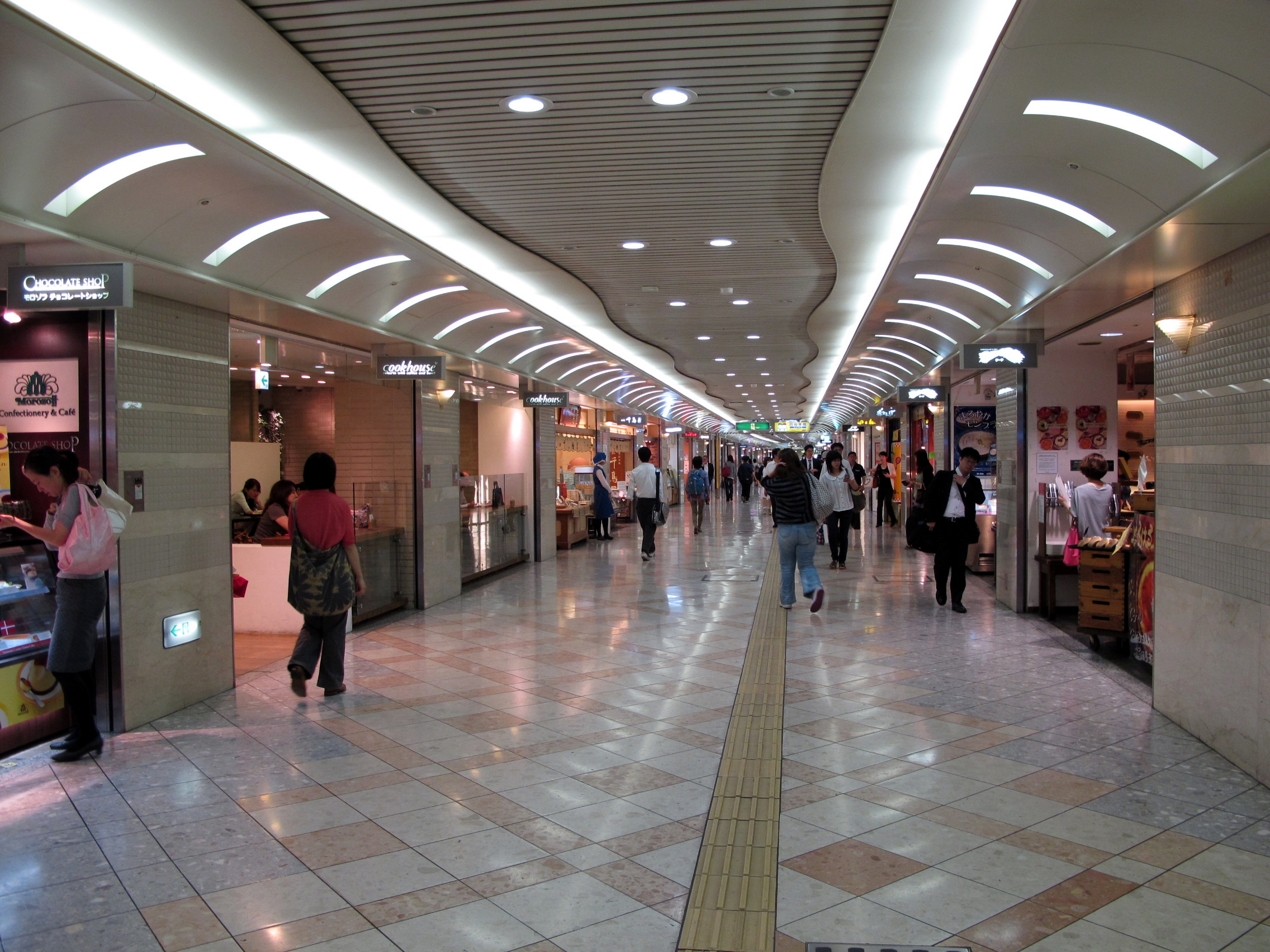
なんばウォーク（2013年）

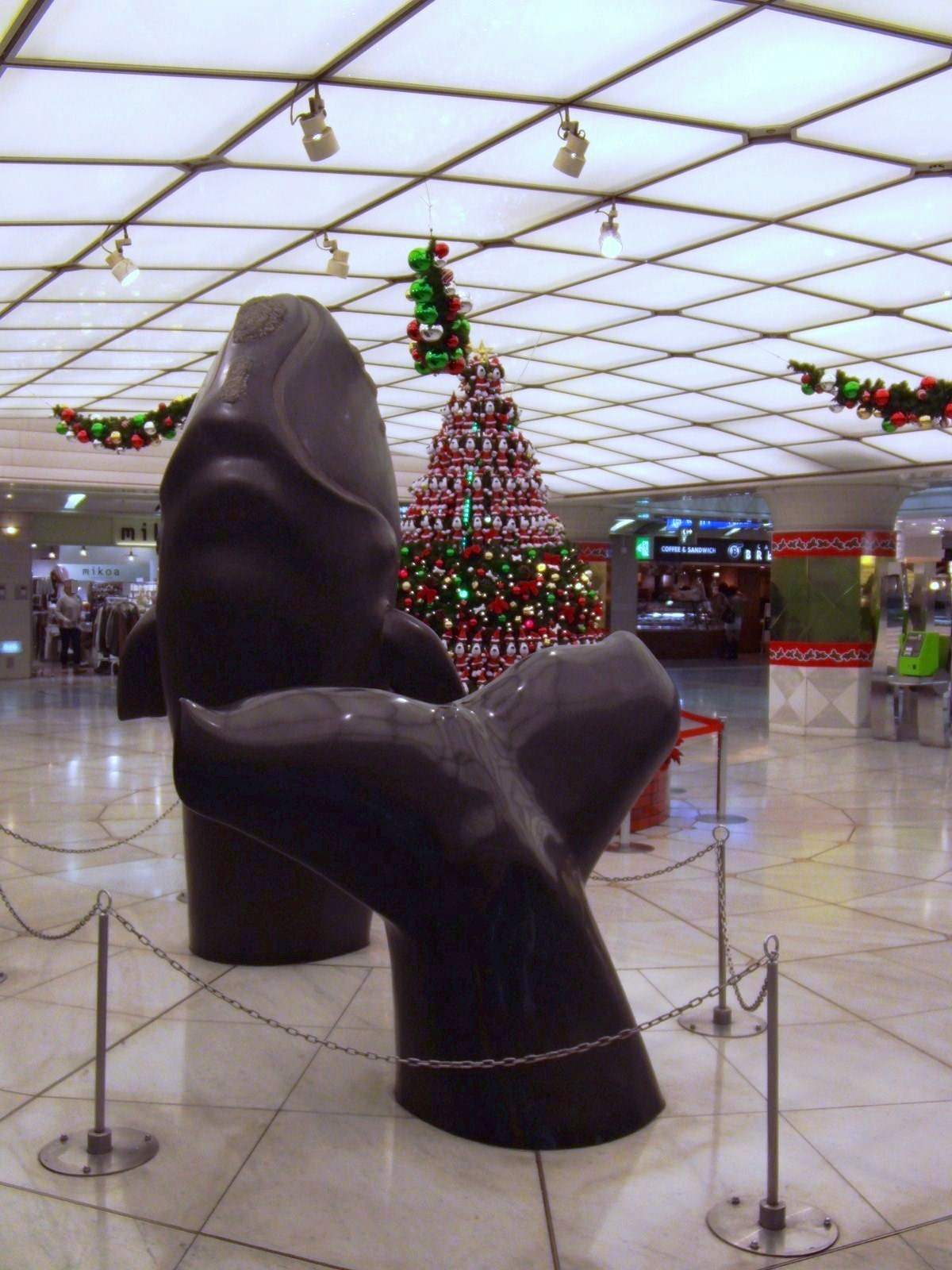
かつては大阪湾にも生息していたとされるセミクジラをモチーフにした「クジラパーク」

大阪市が53.7%を出資していた第三セクターから2018年（平成30年）4月1日の民間会社化によって大阪市営地下鉄から民営化した大阪市高速電気軌道 (Osaka Metro) の子会社となった大阪地下街が運営管理している地下街。商店街は、2本の通路が東西に長く延び西から一番街、二番街、三番街と分かれ飲食、ファッション、雑貨その他、計約240の店舗が立地している。そのテナント売上高は211億7700万円（2006年（平成18年）度）である。憩いの場として、いくつかの広場も設けられており、2015年初頭までは様々な色でライトアップされる噴水が設置されていたが、後述する改修工事により現存しない。
2015年（平成27年）に大規模な改修工事が実施され、広場の拡充工事が実施された。
1994年（平成6年）4月までの旧愛称は「虹のまち」であったが、「なんばウォーク」改称後も、案内看板を中心に「虹のまち・なんばウォーク」という呼び方もされる。住居表示は大阪府大阪市中央区難波二丁目虹のまち1-x号、難波一丁目虹のまち3-x号、千日前一丁目虹のまち5-x号となっている。

## 歴史
- 1968年（昭和43年）
  - 6月21日 - ミナミ地下街（株）設立発起人会開催。
  - 7月31日 - ミナミ地下街（株）設立。
  - 10月26日 - ミナミ地下センター（のち虹のまちに改称）第1期起工式。
- 1969年（昭和44年）5月26日 - ミナミ地下センター第2期起工式。
- 1970年（昭和45年）3月6日 - ミナミ地下センター第1期開業。
- 1971年（昭和46年）12月1日 - ミナミ地下センター第2期開業。
- 1975年（昭和50年）
  - 3月1日 - 虹のまち「愛の広場」竣工。
  - 12月11日 - 大阪地下街（株）、ミナミ地下街（株）を吸収合併。
- 1978年（昭和53年）6月24日 - 虹のまち「緑の広場」改装。
- 1980年（昭和55年）3月1日 - 虹のまち「鏡の広場」竣工、「光の広場」「水の広場」改装。
- 1992年（平成4年）6月1日 - 虹のまち改装準備工事着工。
- 1994年（平成6年）4月16日 - なんばウォークグランドオープン（虹のまちより改称。改装工事完了）。
- 1995年（平成7年）2月6日 - 「第1回大阪・心ふれあうまちづくり賞大阪市長特別賞」受賞。
- 2000年（平成12年）3月 - 地下街内で携帯電話が利用可能に。
- 2004年（平成16年）10月21日 - なんばウォーク シカゴギャラリーオープン。
- 2008年（平成20年）3月 - 地下街内でワンセグ、AM・FMラジオの受信が可能になる。

## 広告宣伝

### 楽曲
コマーシャルソングとして、日吉ミミの歌う「あなたと私の虹のまち」が起用されている。「あなたと私の虹のまち」は1972年（昭和47年）発売の日吉のシングル『大阪恋歌』のB面に収録。また、CDでは2008年（平成20年）発売の『-THE 昭和歌謡- 日吉ミミ スペシャル』に収録されている。
10周年記念ソングとして、芹洋子の歌う「その時 虹のまちに」（作詞：久田直美、作曲：キダ・タロー）が発表され、ソノシートが制作された。

### キャラクター
「なんばワン」と称する犬と、サンリオキャラクターのハローキティがマスコットキャラクターを務めている。
毎年正月には、吉本興業所属の若手芸人が「なんばワン」の声を務めるCMが関西圏で放送されている。
2012年（平成24年）正月には、NMB48の主要メンバーが出演するCM「BARGAIN NMB1」（バーゲン なんばワン）が放送される。

### 過去のCMで声のみ出演した芸人
- 陣内智則
- ケンドーコバヤシ
- なだぎ武・友近
- 世界のナベアツ（現在の桂三度）
- 小籔千豊
- ロザン（菅広文・宇治原史規）